# Willard (film, 1971)
Pour les articles homonymes, voir Willard.
Cet article concerne le film de Daniel Mann. Pour le film de Glen Morgan, voir Willard.
Pour plus de détails, voir Fiche technique et Distribution.
Willard est un film d'horreur américain réalisé par Daniel Mann sorti en 1971 et mettant en vedette Bruce Davison et Ernest Borgnine.

## Synopsis
Willard Stiles est un jeune homme solitaire incapable d'avoir des relations normales avec les autres personnes, particulièrement avec sa mère âgée et infirme ainsi qu'avec son patron, Al Martin, qui a volé l'entreprise à son père il y a déjà quelques années. Au bureau, il se fait constamment harceler et critiquer par M. Martin, qui finit par engager une secrétaire, Joan Simms, pour l'aider et surtout le surveiller. À la maison, sa mère est toujours sur son dos, lui demandant constamment ce qu'il est en train de faire. Un jour, elle lui commande de tuer les rats qui semblent s'être établis dans le jardin. Au moment où il va les noyer dans la fontaine, il arrête le processus et tente de communiquer avec eux. Bientôt, ils deviennent ses compagnons qu'il dresse et installe dans la cave de la maison. Son rat préféré est un albinos qui se nomme Socrate qu'il emmène même jusqu'à sa chambre mais il y a également l'énorme Ben qui s'incruste partout et lui désobéit souvent.
Après la mort et les obsèques de sa mère, Willard apprend qu'il n'a hérité que de dettes et le notaire lui conseille vite de vendre la maison. À un moment, il surprend même une conversation de son patron qui songe à lui acheter le terrain pour une bouchée de pain. La haine pour M. Martin n'atteint plus de limites lorsque celui-ci tue Socrate dans une pièce de débarras du bureau où il l'avait emmené avec Ben. Le soir suivant, il emmène tous ses rats à l'usine où M. Martin a l'habitude de travailler tard. Il affronte son patron, lui dit tout ce qu'il a sur le cœur puis commande à Ben et à sa horde de le tuer. 
Willard n'a cependant plus d'argent pour nourrir ses animaux qui se reproduisent à une vitesse stupéfiante et décide de laisser Ben et les rats qu'il a emmené à l'usine. Revenu chez lui, il noie les autres rats qui étaient restés dans la cave. Le lendemain, alors qu'il reçoit Joan à dîner, il s'aperçoit que Ben et sa bande sont revenus à la maison. Il met Joan à la porte et se confronte à une armée de rats décidés à se venger.

## Fiche technique
- Titre : Willard
- Réalisation : Daniel Mann
- Scénario : Gilbert Ralston, d'après son roman éponyme écrit sous le nom de Stephen Gilbert
- Photographie : Robert B. Hauser
- Son : Harold Lewis
- Effets spéciaux : Bud Davies
- Musique : Alex North
- Montage : Warren Low
- Production : Mort Briskin
- Société de production : Cinerama Releasing Corporation
- Pays d'origine :  États-Unis
- Format : Couleur
- Langue : Anglais
- Genre : Horreur
- Durée : 95 minutes
- Date de sortie :
- 18 juin 1971 (États-Unis)
- 12 avril 1972 (France)

Interdit aux moins de 13 ans

## Générique
- Bruce Davison (VF : Yves-Marie Maurin) : Willard Stiles
- Sondra Locke : Joan Simms
- Ernest Borgnine (VF : Henry Djanik) : Al Martin
- Elsa Lanchester : Henrietta Stiles
- Michael Dante : Brandt
- Jody Gilbert : Charlotte Stassen
- Joan Shawlee : Alice Rickles
- Almira Sessions : Carrie Smith
- Minta Durfee : figuration

## Autour du film
- Une suite à ce film, intitulée Ben a été réalisée par Phil Karlson en 1972.

- Un remake, Willard, a été réalisé par Glen Morgan en 2003.

- Il s'agit d'un des premiers rôles de Bruce Davison au cinéma. Dans le remake de 2003, il interprète le père de Willard.

- Willard a été en nomination pour le prix Edgar-Allan-Poe du meilleur film en 1972.

- Dans leur œuvre philosophique Mille Plateaux, Félix Guattari et Gilles Deleuze ouvre leur plateau (l'équivalent de chapitres dans le livre[1]) « Devenir-intense, devenir-animal, devenir-imperceptible » par un résumé du film. Il s'en servent ensuite comme point d'appui au développement de leur théorie sur les devenirs-animaux : « Tout y est : une devenir-animal, qui ne se contente pas de la ressemblance, auquel la ressemblance ferait plutôt obstacle ou arrêt, - un devenir moléculaire, avec le pullulement des rats, la meute, qui mine les grandes puissances molaires, famille, profession, conjugalité (...)[2] ».
- En 2023, le chanteur Will Wood sortira une chanson retraçant le scénario du film dans son album "In Case I Make It"